# HMS Audacious (S122)
HMS Audacious (Одейшес, з англ. букв. «Зухвалий») — британський атомний підводний човен класу «Астют», четвертий у своєму проєкті. Спушений на воду 28 квітня 2017 року, а 24 вересня 2021 року поступив на службу Королівського військово-морського флоту.

## Характеристики
Атомний реактор Audacious не потрібно буде заправляти впродовж 25-річної служби човна. Підводний човен може очищати воду і повітря, а також зможе обігнути планету, не спливаючи на поверхню. Єдиним обмеженням є те, що судно може взяти лише тримісячний запас їжі для команди.
Audacious має 38 одиниць зброї в шести 21-дюймових (533 мм) торпедних апаратах. Підводний човен здатний стріляти ударними ракетами Tomahawk Block IV з дальністю дії 1000 миль (1600 кілометрів) і важковаговими торпедами Spearfish.